# Свети Георги (Света Петка)
Вижте пояснителната страница за други значения на Свети Георги.
„Свети Георги“ (на гръцки: Αγίου Γεωργίου) е възрожденска православна църква в кукушкото село Света Петка (Агия Параскеви), Гърция, част от Поленинската и Кукушка епархия.
Църквата е изградена около 1800 година. В архитектурно отношение представлява типичната за периода трикорабна базилика с размери 15,30 на 12,30 метра. В интериора е запазена богата оригинална украса, като се отличава традиционната иконография от началото на XIX век.
На 21 февруари 1989 година църквата е обявена за защитен паметник.